# Caçapava
Caçapava é um município brasileiro do estado de São Paulo, sendo uma das oito cidades que integram a Região Imediata de São José dos Campos. Localiza-se à latitude 23º06'03" sul e longitude 45º42'25" oeste e sua altitude é de 560 metros. A população de Caçapava, estimada pelo IBGE para 1.º de julho de 2024, era de 99 678 habitantes, ocupando uma área de 368,99 km².

## Toponímia
O nome do município origina-se da língua tupi e significa clareira ou "passagem na mata", de ka'a, "mata" e asapaba, "passagem". Provavelmente, o nome foi dado devido à grande fenda natural que existe na serra do Mar nessa região e que é responsável pelos densos nevoeiros vindos do oceano Atlântico no período de inverno.

## História
Caçapava surgiu através de dois diferentes núcleos. O núcleo mais antigo, que hoje é o bairro de Vila Velha de Caçapava, era um vilarejo que cresceu em torno da capela Nossa Senhora d'Ajuda, construída em 1705 nas terras de uma fazenda pertencente a Jorge Dias Velho e local de pouso do caminho Real que ligava os municípios de São Paulo e Taubaté.
Caçapava Velha (como ficou conhecida a vila hoje em dia) foi elevada ao status de freguesia em 18 de março de 1813 com o nome freguesia de Cassapaba. A Caçapava de hoje surgiu em 1842, ano em que foi construída uma capela dedicada a São João Batista. O povoado foi fundado pelo capitão João Ramos da Silva e tornou-se sede da freguesia. Em 3 de maio de 1850, foi elevado à categoria de vila, tornando-se município em 14 de abril de 1855.

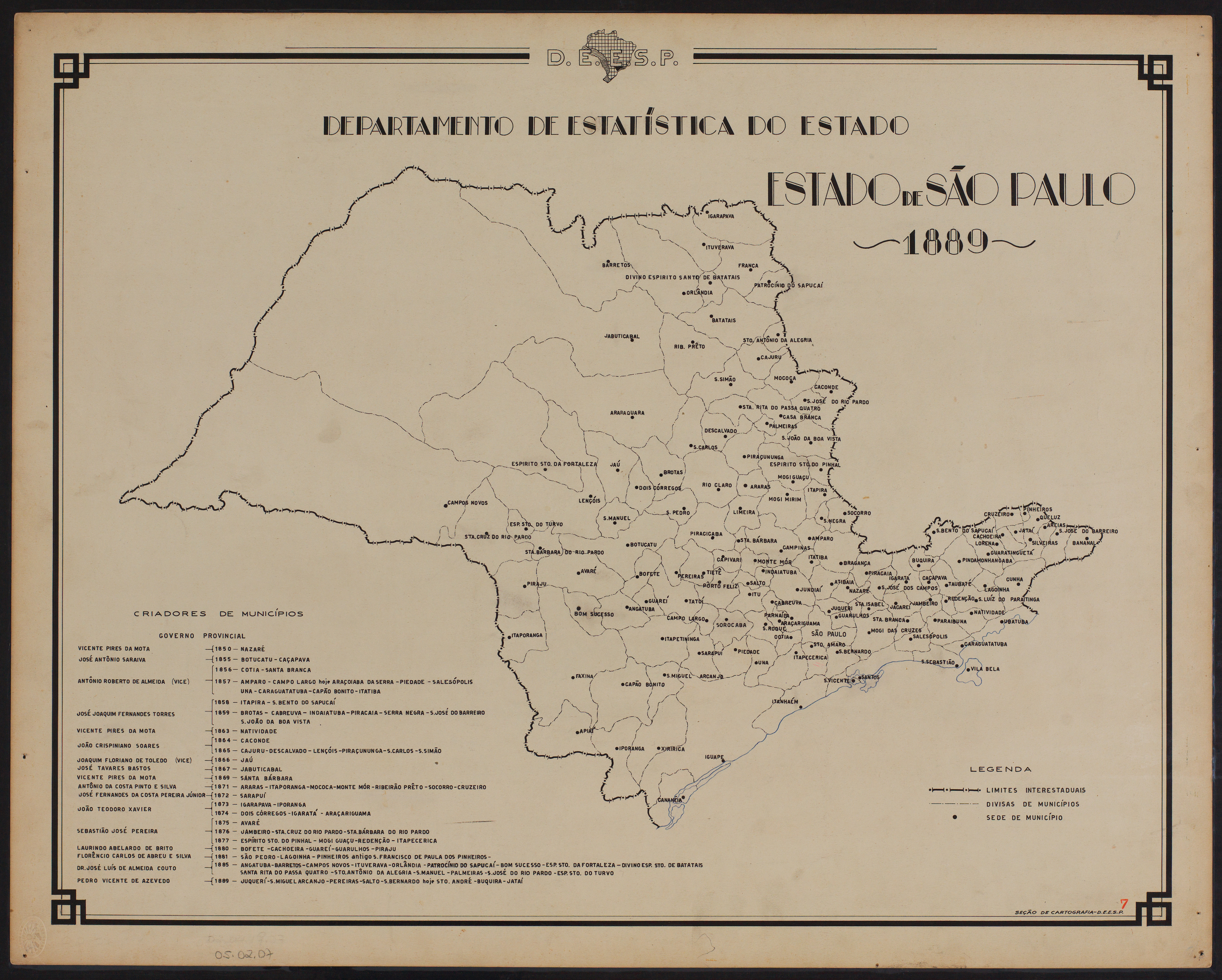
Estado de São Paulo (1889).

Depois do café no final do século XIX, seguiu-se um período de estagnação econômica. A recuperação só ocorreu em meados do século XX com o cultivo do arroz e a introdução da pecuária de leite e acelerou-se na década de 1970 com a expansão das atividades industriais no município.

## Geografia
Caçapava fica no Vale do Paraíba, entre as Serras do Mar e Mantiqueira. Os municípios limítrofes são Taubaté a nordeste, Redenção da Serra a sudeste, Jambeiro a sul, São José dos Campos a sudoeste e Monteiro Lobato a noroeste.

### Hidrografia
Banhado pelo rio Paraíba do Sul à altura do bairro Vila Menino Jesus, é definido neste trecho por um conjunto de cavas de areia regularizadas com distância maior de cinquenta metros da margem, não possui cavas que fazem dragagem no leito do rio, porém possui inúmeros sinais de poluição e assoreamento como algas e trechos onde o rio consegue transbordar suas águas à área urbana. Além de outros rios que correm pela cidade.

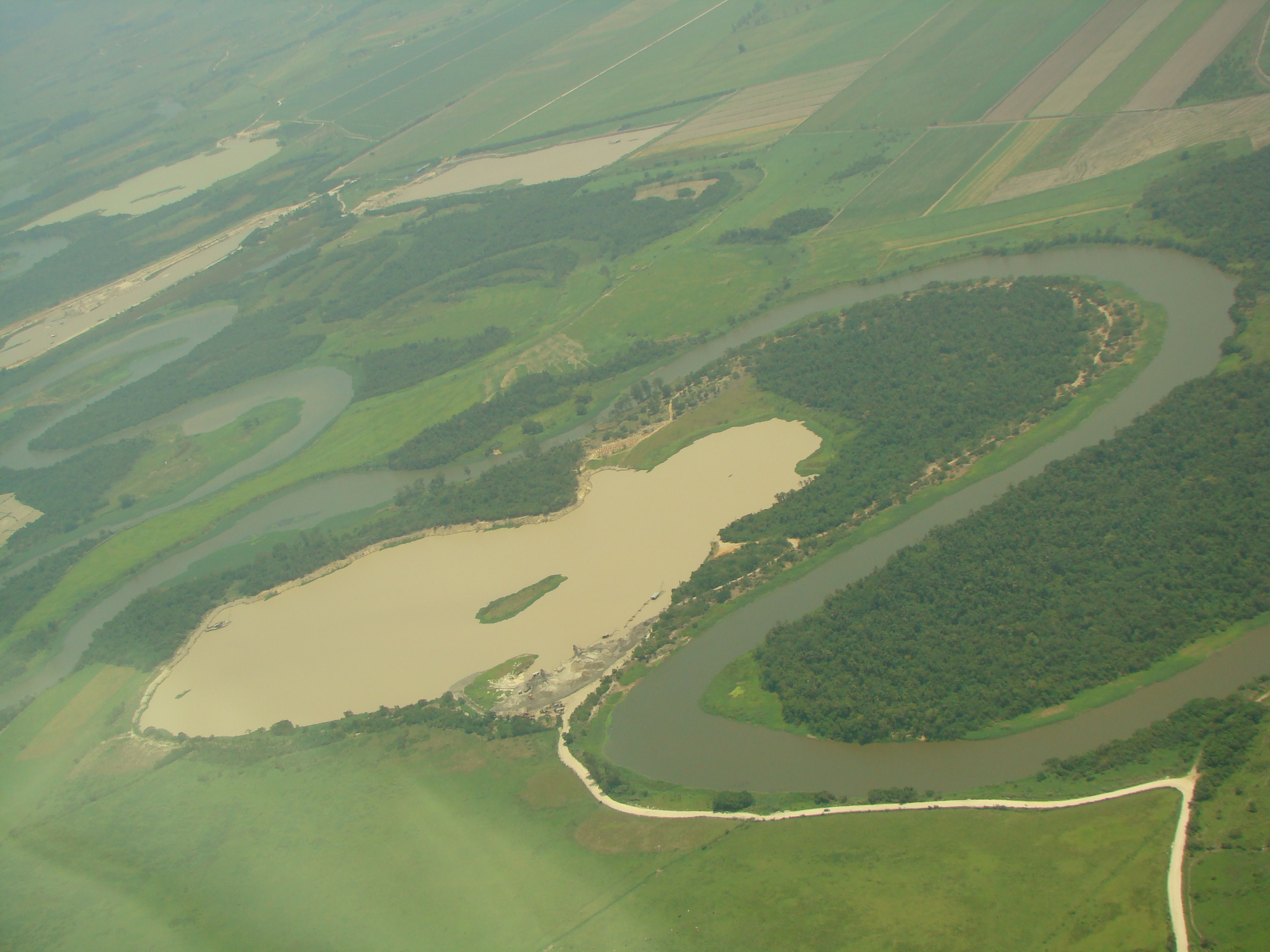
Vista aérea do Rio Paraíba do Sul em Caçapava.

### Meio ambiente
Como fica localizada na região da mata atlântica possuí várias características da região. Nas localidades próximo as serras do Mar e Mantiqueira, é possível observar vários animais de pequeno porte, como o sagui (macaco), gambás, esquilos, e até mesmo cobras. Mais profundo as florestas serranas é ainda possível encontrar um animal muito temido, a onça parda. Várias árvores crescem bem nas áreas de serra, como o eucalipto, a araucária e o pinheiro.

### Topografia
Caçapava é ondulada na parte alta e plana na várzea do município. O relevo se torna íngreme nas proximidades das serras da Mantiqueira e do Mar, sendo que a serra do Jambeiro demarca a divisa do município com a cidade de Jambeiro.

### Clima
O clima de Caçapava é o tropical de altitude com invernos secos (Cwa na classificação de Köppen) com temperatura média anual de 18,5 °C, tendo a média das máximas de 25,9 °C e a média das mínimas de 12,1 °C. A precipitação pluviométrica média anual é de 1306.9 mm. O mês mais quente é fevereiro, com média das máximas de 28,1 °C e o mês mais frio é julho, com média das mínimas de 09,6 °C. O mês mais chuvoso é janeiro, com precipitação média de 216,9mm e os meses menos chuvosos são julho e agosto com 32,9 e 35,3mm, respectivamente.
Em alguns dias de inverno na cidade podem ocorrer geadas, e muitas das vezes a sensação térmica no mês de julho pode chegar até 01,0 °C. No verão as temperaturas sobem, variando de 25 °C a 30 °C, tornando um verão muito quente.
Na cidade não neva desde 1962, onde caiu neve fraca, na época normal, a partir disso a cidade sofreu um pouco com o clima deixando de chover no inverno, e impossibilitando de nevar nessa mesma época do ano.
| Dados climatológicos para Caçapava                               | Dados climatológicos para Caçapava | Dados climatológicos para Caçapava | Dados climatológicos para Caçapava | Dados climatológicos para Caçapava | Dados climatológicos para Caçapava | Dados climatológicos para Caçapava | Dados climatológicos para Caçapava | Dados climatológicos para Caçapava | Dados climatológicos para Caçapava | Dados climatológicos para Caçapava | Dados climatológicos para Caçapava | Dados climatológicos para Caçapava | Dados climatológicos para Caçapava |
| Mês                                                              | Jan                                | Fev                                | Mar                                | Abr                                | Mai                                | Jun                                | Jul                                | Ago                                | Set                                | Out                                | Nov                                | Dez                                | Ano                                |
| ---------------------------------------------------------------- | ---------------------------------- | ---------------------------------- | ---------------------------------- | ---------------------------------- | ---------------------------------- | ---------------------------------- | ---------------------------------- | ---------------------------------- | ---------------------------------- | ---------------------------------- | ---------------------------------- | ---------------------------------- | ---------------------------------- |
| Temperatura máxima média (°C)                                    | 30,0                               | 30,1                               | 29,7                               | 27,9                               | 25,8                               | 24,6                               | 24,8                               | 26,9                               | 27,7                               | 28,4                               | 29,1                               | 29,2                               | 27,9                               |
| Temperatura mínima média (°C)                                    | 18,7                               | 18,9                               | 18,1                               | 15,4                               | 12,7                               | 11,2                               | 10,6                               | 12,0                               | 13,9                               | 15,6                               | 16,6                               | 18,0                               | 15,1                               |
| Precipitação (mm)                                                | 216,9                              | 172,5                              | 163,5                              | 76,4                               | 55,4                               | 38,5                               | 29,9                               | 35,3                               | 69,6                               | 110,7                              | 135,3                              | 202,9                              | 1 306,9                            |
| Fonte: UNICAMP - Centro de Pesquisas Meteorológicas e Climáticas |                                    |                                    |                                    |                                    |                                    |                                    |                                    |                                    |                                    |                                    |                                    |                                    |                                    |

### Rodovias

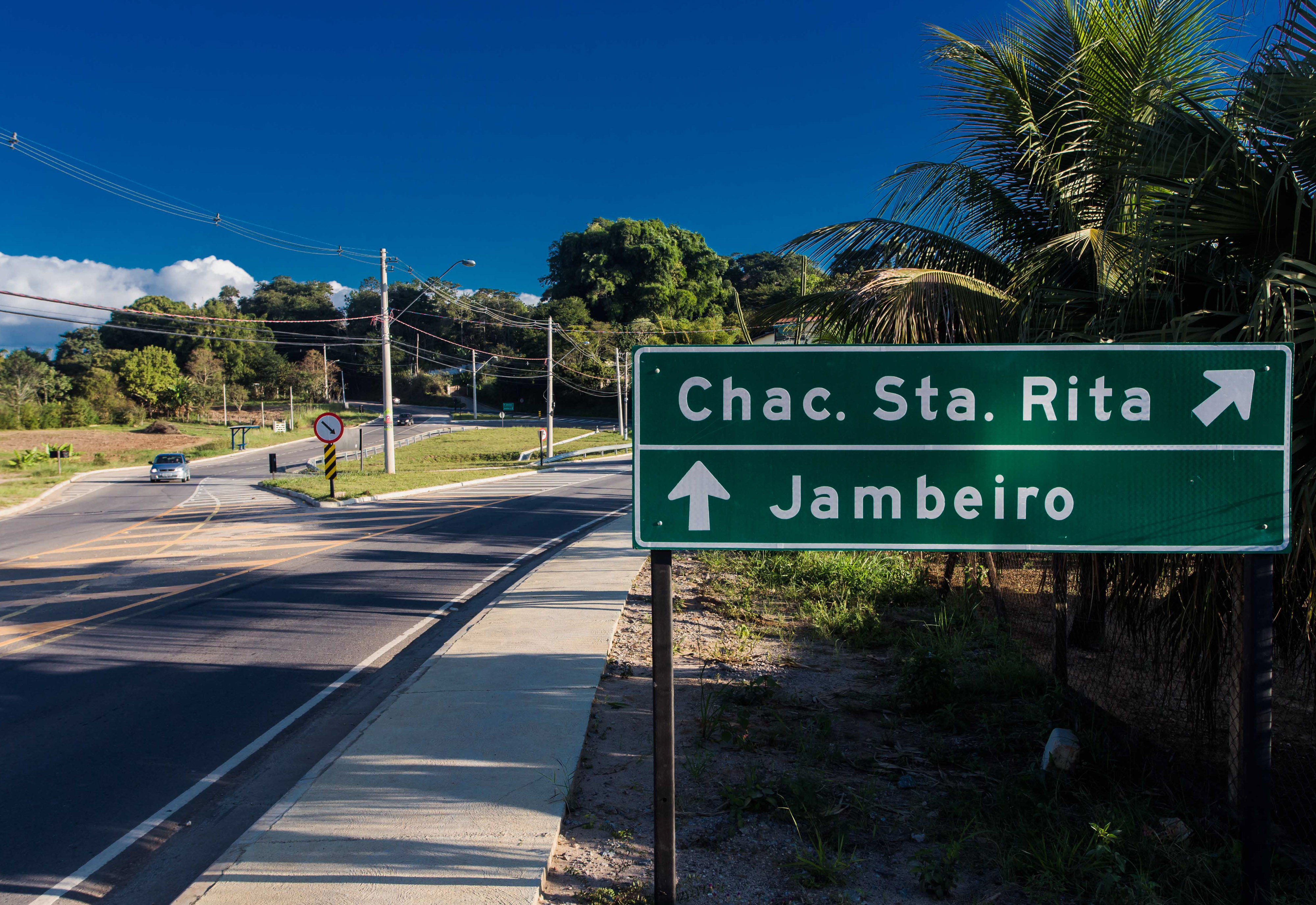
Trecho da SP-103 em Caçapava.

- BR-116- Rodovia Presidente Dutra
- SP-70
- SP-103

### Ferrovias

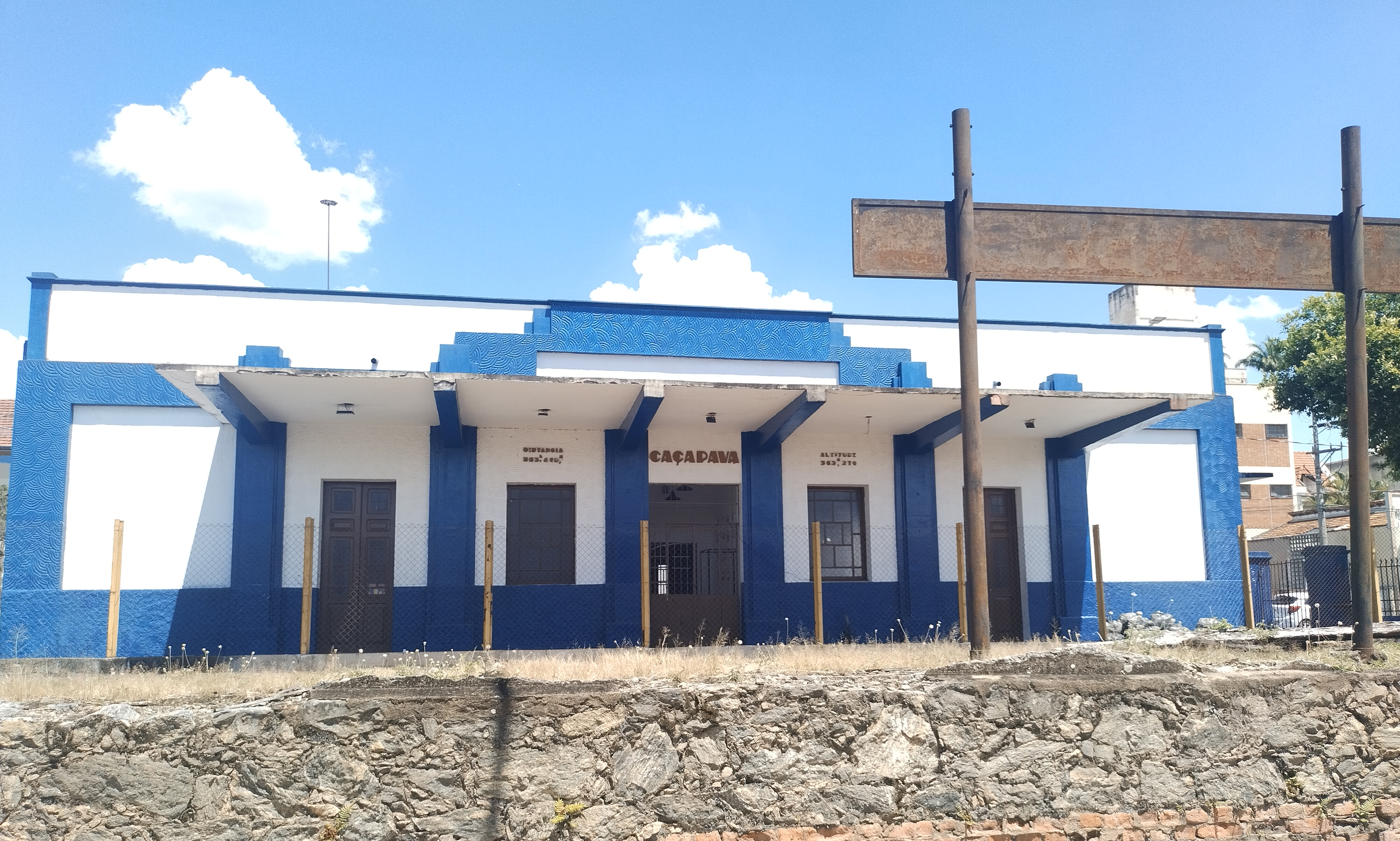
Estação ferroviária.

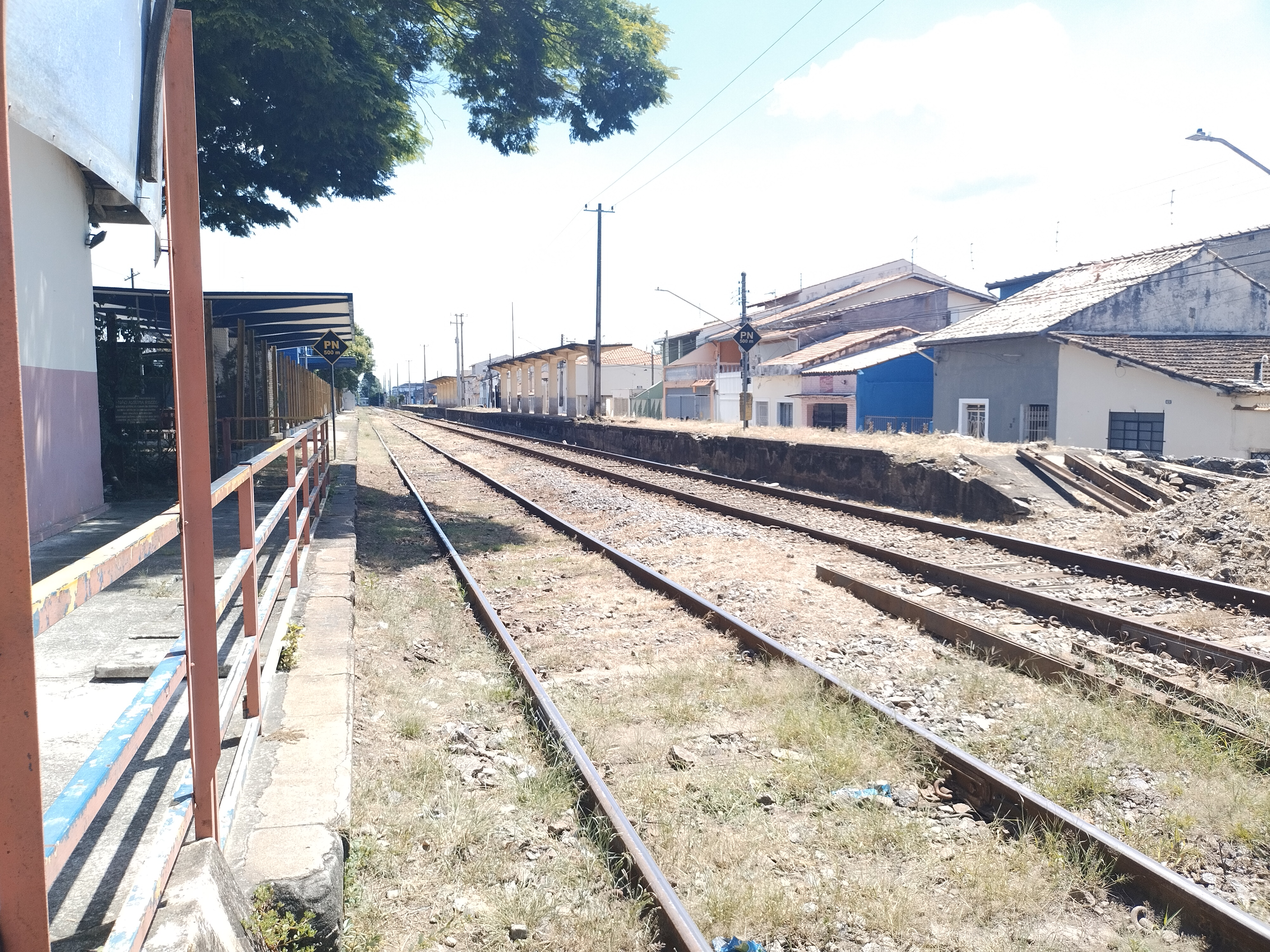
Trecho ferroviário na estação.

- Ramal de São Paulo da antiga Estrada de Ferro Central do Brasil [10]

## Demografia

### População
| Crescimento populacional                             | Crescimento populacional | Crescimento populacional | Crescimento populacional |
| Ano                                                  | População Total          |                          | %±                       |
| ---------------------------------------------------- | ------------------------ | ------------------------ | ------------------------ |
| 1872                                                 | 8 969                    |                          |                          |
| 1890                                                 | 9 839                    |                          | 9,7%                     |
| 1900                                                 | 12 267                   |                          | 24,7%                    |
| 1910                                                 | 16 768                   |                          | 36,7%                    |
| 1920                                                 | 18 099                   |                          | 7,9%                     |
| 1925                                                 | 20 283                   |                          | 12,1%                    |
| 1934                                                 | 15 782                   |                          | −22,2%                   |
| 1937                                                 | 16 872                   |                          | 6,9%                     |
| 1940                                                 | 16 352                   |                          | −3,1%                    |
| 1946                                                 | 21 946                   |                          | 34,2%                    |
| 1950                                                 | 19 301                   |                          | −12,1%                   |
| 1958                                                 | 22 407                   |                          | 16,1%                    |
| 1960                                                 | 24 199                   |                          | 8,0%                     |
| 1970                                                 | 30 712                   |                          | 26,9%                    |
| 1980                                                 | 51 353                   |                          | 67,2%                    |
| 1991                                                 | 66 058                   |                          | 28,6%                    |
| 2000                                                 | 76 130                   |                          | 15,2%                    |
| 2010                                                 | 84 752                   |                          | 11,3%                    |
| 2022                                                 | 96 202                   |                          | 13,5%                    |
| Est. 2024                                            | 99 678                   | [ 11 ]                   | 3,6%                     |
| Fontes: Censos Demográficos IBGE e Estimativas SEADE |                          |                          |                          |

### Dados demográficos
Fonte: IBGE
Dados estimativos - 2021
População Total: 95 752
Densidade demográfica (hab./km²): 259,5
Índice de Desenvolvimento Humano em 2013 (IDH-M): 0,788
- IDH-M Renda: 0,788
- IDH-M Longevidade: 0,858
- IDH-M Educação: 0,755

(Fonte: Pnud)

## Política e administração

### Governo
Eleições
Nas eleições de 2024, o candidato Yan Lopes (PODEMOS) foi eleito prefeito da cidade, sucedendo Pétala Lacerda (REPUBLICANOS) na cadeira maior do município. Os vereadores eleitos foram: Fran Miranda (PL), Bruno Henrique (PL), Roseli Bueno (PL), Rodrigo Meirelles (reeleito pelo PL), Adilson Henrique (reeleito pelo PL), Dandara Gissoni (reeleita pelo PSB), Maicon Goiembiesqui (reeleito pelo REPUBLICANOS), Pablo Fernandes (DEMOCRACIA CRISTÃ), Catiane Fonseca (UNIÃO), Dani Galdino (REPUBLICANOS) e Professor Jefferson (PODEMOS).

### Câmara municipal
A Câmara Municipal de Caçapava é composta por onze vereadores. Fica situada na praça da Bandeira, no centro de Caçapava.

### Cidades irmãs
Caçapava possui apenas uma Cidade-Irmã, que é sua homônima: Caçapava do Sul.

## Economia
Caçapava, assim como os demais municípios do Vale do Paraíba que margeiam a Rodovia Presidente Dutra, se beneficiou da expansão industrial do estado de São Paulo, tendo um parque industrial bastante razoável. As atividades de comércio e serviços são ainda bastante tímidas, apesar da criação de corredores comerciais em 1995. Caçapava dispõe também de atividade agrícola e pecuária leiteira, sendo esta, associada a atividade industrial, a base econômica do município.
(segundo dados colhidos em 1998)

### Agricultura e pecuária
Esta atividade ainda é de notável importância no dia-a-dia do município. O principal produto é o leite, sendo uma das maiores da bacia leiteira do Vale do Paraíba. Cerca de 75% do rebanho é destinado à produção leiteira, que em sua maioria é destinado às usinas de beneficiamento da região, apesar de já haver uma iniciativa de se fazer o beneficiamento por alguns produtores. Das atividades agrícolas, destaca-se o cultivo de arroz em várzeas drenadas e sistematizadas, seguido de cultura de cana-de-açúcar, batata, feijão e milho.

### Produção agropecuária
1- Produção de leite (segundo dados de 2007)
- Nº de produtores de leite B: 45
- Nº de produtores de leite C: 64
- Produtividade/produtor de leite C: 147 l/dia
- Produtividade/produtor de leite B: 543 l/dia
- Produtividade/animal: 3 l/dia
- Leite B - 732.651 l/mês
- Leite C - 333.585 l/mês
- Leite in Natura - 200.000 l/mês
- Total - 1.266.236 l/mês.

2- Produção de carne (segundo dados de 1998)
- Bovino de corte - 22.000 @/ano
- Frangos - 100.000 @/ano
- Suínos - 4.000 @/ano

### Comercialização dos produtos
a- produtos de origem animal
- Leite - cooperativas da região
- Carne - açougues e frigoríficos da região.

b- produtos de origem vegetal
- Arroz - indústrias de arroz da região
- Batata - região, São Paulo e Rio de Janeiro
- Cana - alimento do gado, usina de produção de etanol e São Paulo.

### Potencial agropecuário
- Nº de propriedades rurais: 558
- Nº de propriedades com bovinos: 451
- Nº de bovinos: 23.532
- Nº de bovinos de leite: 20.000
- Nº de bovinos de corte: 3.500

### Áreas de plantio de produtos agrícolas
- Arroz: 980 hectares
- Batata: 80 hectares
- Cana: 780 hectares
- Feijão: 520 hectares
- Mandioca: 140 hectares
- Limão: 55 hectares
- Banana: 5 hectares
- Laranja: 45 hectares
- Café: 15 hectares
- Milho: 200 hectares

### Indústrias
Este é o setor de maior importância da economia do município. Desenvolveu-se muito durante o fim dos anos 60, toda a década de 70 e nos primeiros anos da década de 80, seguindo o ritmo crescente da economia nacional. Houve durante o fim dos anos 80 e início dos anos 90 uma estagnação, e até mesmo um decréscimo, quando indústrias encerraram suas atividades como a Imbrac, a Brasinca e a Antártica, bem como a crise da Mafersa. A partir do ano de 1996 novo aquecimento surgiu com a instalação de novas indústrias.
- Metal G Brasil Ltda.
- Impregna do Brasil Ltda.
- Cabletech Cabos Ltda.
- Caçapava Comércio e Montagem (CPV Montagens Industriais).
- Cebrace Cia. Bras. de Cristais Ltda.
- Empório Havaiano Calçados
- Grauna Aerospace.
- Hubner Sanfonas Industriais Ltda.
- Irmãos Quirino & Cia.
- Intertrim
- Lear Corporation
- Midiografia ACM e Comunicação Visual
- Publivale / Yak Placas do Brasil
- Nestlé Ltda
- IPA (Indústria de Produtos Automotivos) (antiga Ti Group),
- Trimtec ltda
- Viapol ind. de materiais de impermeabilização e asfalto
- White Martins Gases Industriais
- Yushiro do Brasil Indústria Química Ltda.
- Rosenberger Domex Telecomunicações Ltda.

### Comércio e serviços
Apesar de possuir um parque industrial razoável, as atividades de comércio e serviços em Caçapava, podem ser considerados como incipientes tendo como justificativa para tal, a proximidade com municípios como São José dos Campos e Taubaté, que são atrativos maiores a instalação de Shoppings Centers e Hipermercados, bem como maior variedade de Serviços.

## Infraestrutura

### Educação

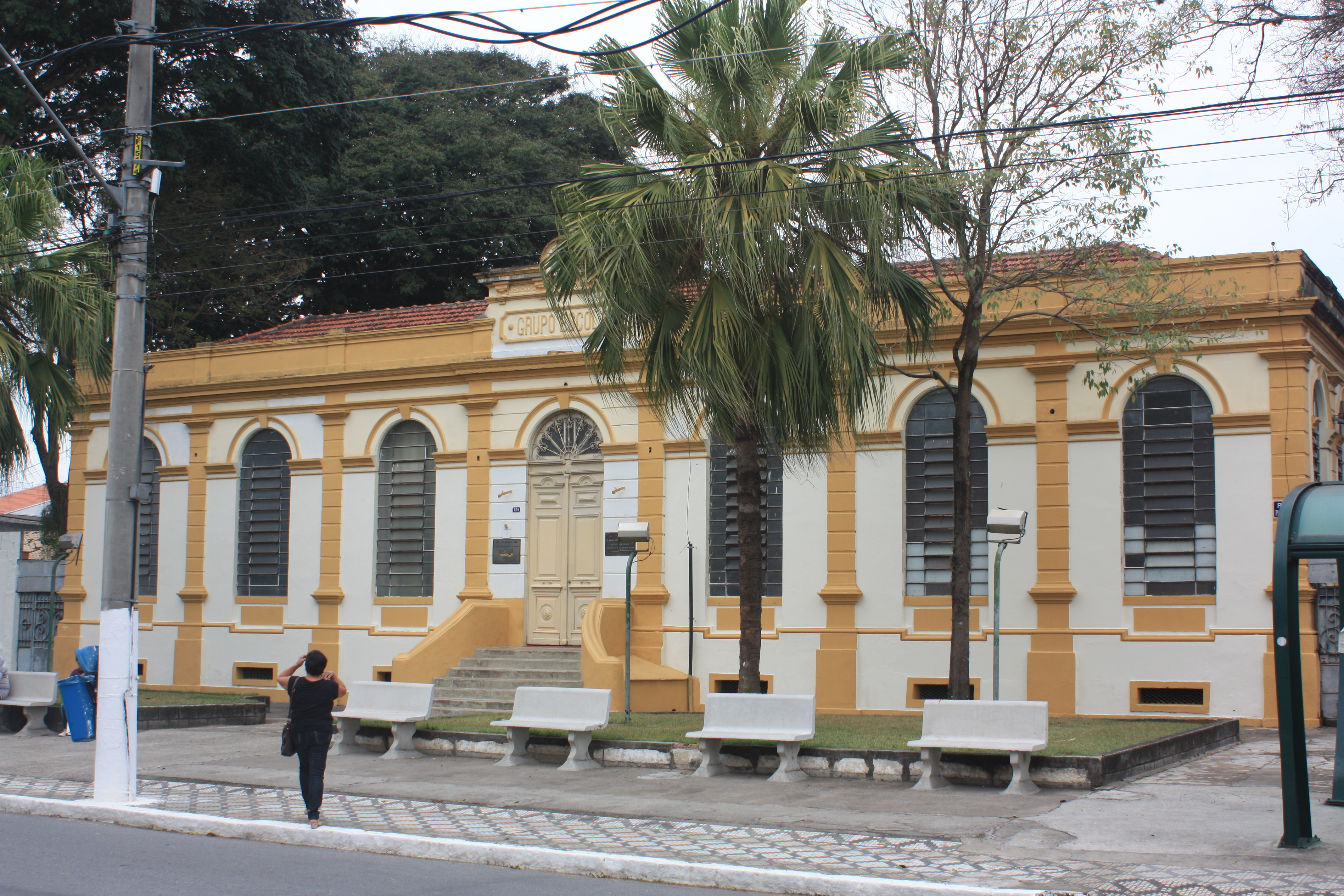
E.E. Ruy Barbosa.

- E.E. Ruy Barbosa - bem tombado pelo CONDEPHAAT na cidade

### Transportes
Frota de veículos
- Automóvel 15060
- Cavalo 2401
- Caminhão 597
- Caminhão trator 82
- Caminhonete 684
- Micro-ônibus 150
- Motocicleta 3.860
- Motoneta 430
- Ônibus 94
- Trator de rodas 6

Fontes: Ministério da Justiça, Departamento Nacional de Trânsito - DENATRAN - 2015;Malha municipal digital do Brasil: situação em 2015. Rio de Janeiro: IBGE, 2016.
Fonte: Ministério da Justiça, Departamento Nacional de Trânsito - DENATRAN - 2015

### Comunicações
O primeiro sistema de telefones automáticos foi inaugurado na cidade pela Companhia de Telecomunicações do Estado de São Paulo (COTESP) em julho de 1969. Em março de 1975 foi inaugurada pela COTESP a nova central telefônica da cidade, utilizada até os dias atuais. Já o sistema de discagem direta à distância (DDD) também foi implantado em 1975, mas pela Telecomunicações de São Paulo (TELESP), com o código de área (0122).
Na década de 90 o código DDD da cidade foi alterado para (012), para padronização do sistema telefônico com a telefonia celular que estava sendo implantada em todo o estado.

## Cultura e lazer
A cidade possui os seguintes pontos turísticos: 
- Museu Paulista de Antiguidades Mecânicas (Museu Roberto Lee)

- Museu de Armas e Troféus da Força Expedicionária Brasileira
- Museu Histórico e Pedagógico
- Museu Ipiranga
- Represa de Caçapava
- Vila Caçapava Velha
- Mirante do Pedra Branca (estrada boa vista)
- Parque da Moçota (Vila Menino Jesus)
- Cachoeira Pedra Branca
- Praça da Bandeira (centro)
- Igreja Matriz de São João Batista
- Avenida Brasil
- Fazenda Modelo de Extração Mecânica de Leite
- Fundação Nacional do Tropeirismo
- Haras da Moçota

## Pessoas ilustres
- Dom Frei João Mamede Filho - frade franciscano, Bispo de Umuarama (PR)

## Religião
O Cristianismo se faz presente na cidade da seguinte forma:

### Igreja Católica
- A igreja faz parte da Diocese de Taubaté.[21]

### Igrejas Evangélicas
Entre as igrejas protestantes históricas, pentecostais e neopentecostais, encontram-se na cidade:
- Assembleia de Deus Ministério do Belém.[24][25]
- Congregação Cristã no Brasil.[26]